# La Pobla de Massaluca
La Pobla de Massaluca est une municipalité de la comarque de Terra Alta, dans la province de Tarragone, en Catalogne (Espagne). Elle est située à la limite de l'Aragon, situé de l'autre côté de la rivière Matarraña à son confluent avec le réservoir de Riba-roja, seul contact de la Terra Alta avec l'Èbre. Elle couvre une superficie d'un peu plus de 43 km2 et environ 400 habitants, essentiellement consacrés à l'agriculture, en particulier la vigne et l'olivier, avec certaines parcelles d'amandiers.